# آرسن قازاریان
آرسن قازاریان (ارمنی: Արսեն Ղազարյան; زاده ۱۵ فوریه ۱۹۷۵ در آرارات، استان آرارات) دوچرخه‌سوار بازنشسته در رشته دوچرخه‌سواری جاده اهل ارمنستان است. وی در بازی‌های المپیک تابستانی ۱۹۹۶ به رقابت پرداخت.